# 洛本施泰因附近诺因多夫
洛本施泰因附近诺因多夫（德語：Neundorf (bei Lobenstein)），简称诺因多夫（德語：Neundorf，發音：[ˈnɔʏndɔʁf]），是德国图林根州萨勒-奥拉县曾经的一个市镇，面积11.81平方千米，2017年12月31日人口为553人。2019年1月1日，洛本施泰因附近诺因多夫与另外6个市镇合并为新市镇伦施泰格地区罗森塔尔。